# Liste der Träger der Goldenen Bürgermedaille der Stadt Lauf a.d. Pegnitz
Die Liste der Träger der Goldenen Bürgermedaille der Stadt "Lauf an der Pegnitz" zeigt die Personen auf, die die Medaille zur Ehrung von Persönlichkeiten, die sich um die Stadt besondere Verdienste erworben haben, erhalten haben.
Hinweis: Die Auflistung erfolgt chronologisch nach Datum der Verleihung.

## Die Träger der Goldenen Bürgermedaille der Stadt Lauf a.d. Pegnitz
1. Hans Ringler († 1973)
Verleihung am 10. April 1963
Ausgezeichnet für seine 25-jährige Tätigkeit als Mitglied des Laufer Stadtrats.
2. August Rebmann († 1967)
Verleihung am 10. April 1963
Ausgezeichnet für seine Verdienste im Berufsschulwesen, der heimatgeschichtlichen Forschung und dem Auf- und Ausbau des Stadtarchivs.
3. Willy Esche († 1975)
Verleihung am 30. Dezember 1964
Chorleiter; ausgezeichnet für die Belebung des kulturellen Lebens.
4. Richard Glimpel († 1978)
Verleihung am 30. Dezember 1964
Ausgezeichnet für seine Leistungen auf wirtschaftlichem Gebiet.
5. Dr. Friedrich Barth († 1995)
Verleihung am 3. Juli 1969
Ausgezeichnet für seine Verdienste auf sozialem Gebiet.
6. Andreas Scherber († 1974)
Verleihung am 3. Juli 1969
Ausgezeichnet für seine Verdienste im öffentlichen und politischen Bereich.
7. Ludwig Zimmermann († 1983)
Verleihung am 4. Dezember 1971
Ausgezeichnet für seine Verdienste um das Kunigundenfest und seine Leistungen auf kommunalem, wirtschaftlichem, kulturellem und karitativem Gebiet.
8. Anna Ficker († 1987)
Verleihung am 3. Juni 1972
Ausgezeichnet für ihre Verdienste auf karitativem Gebiet und für ihr Engagement um das allgemeine Wohl der Stadt.
9. Albert Welscher († 1973)
Verleihung am 16. Dezember 1972
Ausgezeichnet für seine Verdienste und Leistungen auf kulturellem, sportlichem und kommunalem Gebiet.
10. Dr. h. c. Ludwig Häßlein († 1979)
Verleihung am 17. Oktober 1974
Ausgezeichnet für seine Verdienste um das Stadtarchiv Lauf.
11. Lina Aldebert († 1983)
Verleihung am 17. Oktober 1974
Ausgezeichnet für ihre Verdienste um die Volkshochschule Lauf.
12. Peter Zahn († 2007)
Verleihung am 25. Oktober 1978
Ausgezeichnet für seine Verdienste zur Belebung des kulturellen Lebens.
13. Dr. Bernhard Leniger († 1991)
Verleihung am 25. Oktober 1978
Ausgezeichnet für seine Verdienste auf sozialem Gebiet.
14. Frieda Zimmermann († 1995)
Verleihung am 5. Dezember 1979
Ausgezeichnet für ihre 30-jährige ehrenamtliche Tätigkeit für den Breitensport und die Gesundheit.
15. Wilhelm Scharrer († 1994)
Verleihung am 5. Dezember 1979
Ausgezeichnet für seine langjährige kommunalpolitische Tätigkeit.
16. Hermann Haeffner († 1994)
Verleihung am 5. November 1984
Ausgezeichnet für seine Verdienste im handwerklichen, karitativem und kirchlichen Bereich.
17. Hans Raum († 1991)
Verleihung am 10. Juli 1985
Ausgezeichnet für seine Verdienste um den Aufbau des Rettungsdienstes in Lauf a.d. Pegnitz.
18. Georg Zenger († 1989)
Verleihung am 9. Mai 1986
Ausgezeichnet für seine langjährige kommunalpolitische Tätigkeit.
19. Hans Bößner († 1992)
Verleihung am 27. Juni 1989
Ausgezeichnet für seine kirchliche, karitative und missionarische Tätigkeit.
20. Dora Dohmann († 1992)
Verleihung am 5. April 1990
Ausgezeichnet für ihre Verdienste im sozialen Bereich; Gründung und Leitung des Jugendhorts als Vorsitzende des Frauenrings.
21. Dr. Karl Koch († 2005)
Verleihung am 1. Dezember 1992
Ausgezeichnet für seine Verdienste im beruflichen, kommunalen, kulturellen und karitativen Bereich.
22. Hans Gröschel († 1996)
Verleihung am 26. Januar 1993
Ausgezeichnet für seine Verdienste im schulischen und kulturellen Bereich.
23. Walter Lugner († 2015)
Verleihung am 15. Juni 1999
Ausgezeichnet für seine Verdienste im sozialen und kirchlichen Bereich.
24. Eugen Moll († 2008)
Verleihung am 10. November 1999
Ausgezeichnet für seine Verdienste im kommunalen, kulturellem, sportlichen und wirtschaftlichen Bereich.[1]
25. Heinz Lausch
Verleihung am 16. Juli 2002
Ausgezeichnet für seine Verdienste im kommunalen und sozialen Bereich.[2]
26. Helmut Glimpel
Verleihung am 6. Mai 2010
Ausgezeichnet für seine Verdienste im wirtschaftlichen Bereich.[3]

## Quelle
- Stadtverwaltung Lauf an der Pegnitz, 2015
- Website der Stadt Lauf an der Pegnitz